# Sirop de maïs

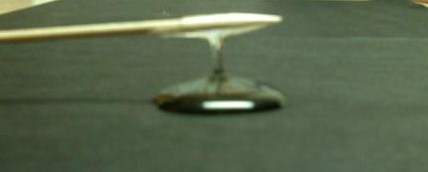
Sirop de maïs sur une surface noire

Le sirop de maïs est un liquide sucré et collant utilisé, entre autres, comme édulcorant pour faire des confiseries. Fabriqué à partir d'amidon de maïs, il est constitué essentiellement de glucose. Le sirop de maïs peut être transformé en sirop de maïs à haute teneur en fructose (SGHF, ou HFCS selon le signe anglais de high-fructose corn syrup), mieux connu sous le nom générique de sirop de glucose-fructose (ou tout simplement glucose-fructose). Il est pour cela soumis à des processus enzymatiques qui permettent de convertir une partie du glucose en fructose. Le sirop obtenu est ensuite mélangé à du sirop de maïs pur (100 % de glucose) pour obtenir les proportions de fructose et de glucose voulues. En France, il est présent sur l'étiquetage des ingrédients parfois comme isoglucose ou isoglucosamine. 
C'est un ingrédient très utilisé par l'industrie alimentaire car moins cher et plus sucré que les sucres de canne ou de betterave traditionnels. De plus, contrairement aux autres édulcorants traditionnels, le sirop de maïs présente une texture liquide lui permettant d'être facilement mélangé. Le sirop de maïs permet aussi d'éviter les brûlures de congélation, ce qui explique qu'il soit fréquemment intégré aux aliments congelés. Il est utilisé en boulangerie pour obtenir une mie molle et une croûte dorée. En Amérique du Nord, le sirop de maïs serait présent dans les boissons gazeuses ou pour sportifs, le ketchup, le pain, les soupes, les céréales, la mayonnaise et la sauce à spaghetti.
En fonction de leur teneur en fructose, différents types de HFCS existent, qui se distinguent principalement par leurs pouvoirs sucrants. Aux États-Unis, les différents types sont :
- Le HFCS 90, qui contient 90 % de fructose et 10 % de glucose. Il a un fort pouvoir sucrant et est utilisé en pâtisserie.
- Le HFCS 55, qui contient 55 % de fructose et 45 % de glucose. Il a un pouvoir sucrant comparable au sucre de table (saccharose). Les fabricants l'apprécient à ce titre comme substitut du sucre dans les sodas et autres produits alimentaires industriels.
- Le HFCS 42, qui contient 42 % de fructose et 58 % de glucose. Il est utilisé dans les boissons isotoniques.

De nombreuses études scientifiques montrent qu'une consommation excessive de glucose favorise l'obésité et l'apparition de maladies cardiovasculaires. L'utilisation de plus en plus fréquente de HFCS 55 ou 42 dans l'industrie alimentaire favorise la surconsommation de glucose et est donc sujette à de nombreuses critiques. Attention à ne pas confondre le fructose (ou lévulose) qui est un sucre simple (ose, monosaccharide) directement assimilable par l'organisme, et les sucres complexes (polysaccharide, sucrose / saccharose, ...), qui demandent plus d'énergie à l'organisme pour pouvoir être assimilés correctement ou tout simplement stockés sous forme de glycogène sous les tissus adipeux. En comparaison avec le fructose, plus un aliment sera riche en sucres complexes et plus long sera le temps pour les décomposer biologiquement jusqu'à transformation en sucre simple.

## Histoire
Le procédé de fabrication du sirop de maïs à teneur élevée en fructose a été mis au point en 1957 par Richard O. Marshall et Earl R. Kooi et perfectionné par des chercheurs japonais dans les années 1970. Le HFCS fut rapidement utilisé dans de nombreuses formulations de produits alimentaires, notamment les boissons de type soda, aux États-Unis dans la période 1975–1985.
Au début des années 1970, des chercheurs japonais ont trouvé comment convertir la fécule de maïs en une matière visqueuse et sucrée à forte teneur en fructose appelée "sirop de maïs".
Le sirop de maïs entre sur le marché nord-américain en 1972.

## Utilisation comme substitut du sucre
En Amérique du Nord, le HFCS a commencé à remplacer le sucre dans divers processus de fabrication agroalimentaires. L'industrie canadienne des boissons gazeuses l'utilise environ 20 fois plus que de sucre comme agent sucrant (et non édulcorant). Les principales raisons de ce changement sont les suivantes :
- le HFCS est moins cher du fait de l'abondance des cultures de maïs, de subventions et de la taxation des sucres importés,
- de par sa forme liquide, le HFCS est plus facile à mélanger et à transporter que du sucre cristallisant,
- l'emploi du HFCS conduit à des produits ayant une plus longue durée de vie en rayon.

## Comparaison avec d'autres sucres

### Sucre de canne et de betterave
Le sucre extrait des canne à sucre et betterave à sucre est du saccharose relativement pur. Le saccharose est un diholoside (dimère d'ose), contrairement au glucose et au fructose qui sont des oses (monomère). Chaque molécule de saccharose est composée de deux unités élémentaires, l'une de fructose et l'autre de glucose reliée entre elles par une liaison osidique relativement faible.
Une molécule de saccharose (de formule chimique C12H22O11) peut être décomposée en une molécule de glucose (C6H12O6) plus une molécule de fructose (même formule C6H12O6 — isomère du glucose) en milieu légèrement acide. Le saccharose est décomposé au cours de la digestion en fructose et glucose par hydrolyse sous l'action d'une enzyme, la sucrase.
Comme le saccharose peut être décomposé en fructose et glucose, certains en déduisent que le saccharose est composé de «  50 % de glucose et 50 % de fructose ». Cela n'est pas exact car le fructose et le glucose sont liés dans le saccharose et forment une molécule différente. D'un autre côté, comme le saccharose est décomposé en milieu faiblement acide par un processus appelé « inversion » en ses deux composants monosaccharides, précisément fructose et glucose, il n'est pas faux de décrire sa composition comme 50 % de glucose et 50 % de fructose. Le même processus intervient dans l'estomac et dans l'intestin grêle pendant la digestion du saccharose en fructose et glucose. Selon un chercheur lié à l'industrie, le saccharose est métabolisé dans l'organisme comme un mélange de 50 % de glucose et de 50 % de fructose et pas différemment du HFCS .
Le HFCS 50 est proche du sucre de canne en termes de composition nutritionnelle puisque le saccharose est fait de 50 % de fructose et de 50 % glucose tandis que le HFCS 55 contient 55 % de fructose et 45 % de glucose. Les deux substances, HFCS et saccharose, apportent environ 4 kcal/g (17 kJ/g).
À noter enfin, que le saccharose peut être partiellement hydrolysé (de façon chimique ou enzymatique)[réf. nécessaire] pour être converti en sirop de sucre inverti contenant environ 1/3 de fructose, 1/3 de dextrose (= glucose) et 1/3 de saccharose non hydrolysé. Ce sucre inverti est utilisé comme anti-cristallisant en pâtisserie mais peut également être employé dans des formulations de sodas.

### Miel
Le miel est formé d'un mélange de différents types de sucres, d'eau et d'autres constituants en petites quantités. En général, le miel a un ratio fructose/glucose semblable à celui du HFCS 55, et contient aussi du saccharose et d'autres sucres. Le miel, le HFCS et le saccharose apportent sensiblement le même nombre de calories avec environ 4 kcal (17 kJ) par gramme de matière sèche. On notera que le saccharose en poudre est pur à plus 99 % alors que le miel et les sirops HFCS sont à environ 80 % de matière sèche.

## Production
Le sirop de maïs à haute teneur en fructose est produit à partir de l'amidon de maïs, qui sert à produire le sirop de maïs composé presque entièrement de glucose. En ajoutant des enzymes à ce sirop on transforme le glucose en fructose. Le sirop qui en résulte (après conversion enzymatique) contient environ 90 % de fructose, c'est le HFCS 90. Pour préparer les autres types courants de HFCS (HFCS 55 et HFCS 42), le HFCS 90 est mélangé avec du sirop de maïs à 100 % de glucose dans les proportions adéquates pour obtenir la concentration désirée en fructose. Le processus enzymatique qui transforme le sirop de maïs à 100 % de glucose en HFCS 90 est le suivant :
1. l'amidon de maïs est traité par l'alpha-amylase pour produire des chaines de sucres plus courtes, appelées oligosaccharides ;
2. la glucoamylase décompose les chaînes de sucre jusqu'à obtenir le sucre le plus simple, le glucose ;
3. la glucose isomérase convertit le glucose en un mélange d'environ 42 % de fructose et 50 à 52 % de glucose avec quelques autres sucres dans le mélange.

Alors que l'alpha-amylase et la glucoamylase peu coûteuses sont ajoutées directement au mélange et ne servent qu'une seule fois, la glucose-isomérase plus coûteuse est conditionnée en colonnes sur lesquelles on fait passer le mélange de sucres, permettant de l'utiliser de façon répétitive jusqu'à ce qu'elle perde toute activité. Ce mélange de 42 à 43 % de fructose est ensuite soumis à une phase de chromatographie liquide au cours de laquelle le fructose est concentré jusqu'à environ 90 %. Ce fructose à 90 % est ensuite mélangé en retour avec du fructose à 42 % pour obtenir le produit final à 55 % de fructose. La plupart des fabricants utilisent l'adsorption par le carbone pour éliminer les impuretés. De nombreuses phases de filtration, d'échanges d'ions et d'évaporation font aussi partie du processus global.

## Mesure de la concentration du HFCS
L'unité de mesure des sucres, y compris le HFCS, est le degré Brix (symbole ° Bx). Le degré Brix mesure la quantité de saccharose dissous dans l'eau dans un liquide. Par extension, cette échelle a été étendue à d'autres sucres ou à leurs mélanges. Une solution à 25 °Bx contient 25 grammes de HFCS par 100 grammes de liquide (25 % w/w). Ou, autrement dit, il y a 25 grammes de sucre et 75 grammes d'eau dans 100 grammes de solution. Les mesures en degré Brix ont été définies par Antoine Brix. 
Quand on emploie un capteur Brix à infrarouge, on mesure, traduite en degrés Brix, la fréquence de vibration des molécules du sirop de maïs. Cela n'est pas la même mesure en degrés Brix obtenue par la mesure d'une densité ou d'un indice de réfraction car dans ce cas on mesure spécifiquement la concentration de sucre dissous et non pas de toutes les substances dissoutes. Quand on utilise un réfractomètre, il convient de reporter le résultat comme « extrait sec réfractométrique ». On peut parler par exemple d'un liquide à 20 ° Bx réfractométriques. C'est la mesure en pourcentage de poids de l'extrait sec total et, bien que techniquement ce ne soit pas la même chose qu'un degré Brix déterminé par une méthode infrarouge, cela donne une mesure précise de la teneur en saccharose, puisque la majorité de la matière sèche est en fait du saccharose. L'arrivée de capteurs de mesure Brix infrarouge en continu a rendu plus économique la mesure de la teneur en HFCS dissous dans les produits. 
Récemment une méthode isotopique pour quantifier les édulcorants dérivés du maïs et de la canne à sucre a été mise au point par Jahren et al. qui permet d'effectuer des mesures dans l'organisme humain autorisant ainsi une évaluation nutritionnelle de l'apport relatif de ces substances.

## Modèles de consommation d'édulcorants

### En Amérique du Nord
Du fait des systèmes de soutien des prix et de quotas imposés depuis mai 1982, l'importation de sucre aux États-Unis est hors de prix, rendant le sirop de maïs enrichi en fructose, dérivé du maïs, plus économique puisque le prix du sucre nord-américain est de manière artificielle bien plus élevé que le prix de marché mondial et le prix du maïs artificiellement bas du fait tant des subventions gouvernementales que du dumping sur le marché lié à la croissance de la production annuelle de maïs,. L'industrie agro-alimentaire s'est convertie au HFCS comme substitut du sucre, Coca-Cola et Pepsi ayant tous deux basculé au HFCS en 1984. 
L'Américain moyen a consommé environ 19,2 kg de HFCS en 2004, contre 20 kg de sucre.
Dans les pays où le sirop de maïs n'est pas utilisé, ou rarement utilisé, la consommation de sucre par personne peut être plus élevée qu'aux États-Unis ; par exemple (2002) :
- États-Unis = 32,4 kg
- Union européenne = 40,1 kg
- Brésil = 59,7 kg
- Australie = 56,2 kg

### Marché international
Dans l'Union européenne, le prix du sucre est proche du prix de marché et la plus grande disponibilité du sucre de canne ou de betterave par rapport au maïs rendrait la production de sirop de maïs riche en fructose antiéconomique. Au Japon, la consommation de ce type de sirop de maïs représente un quart de la consommation totale d'édulcorants.

## Controverse
L'utilisation du sirop de glucose est aujourd'hui très décriée. Il favoriserait l'obésité, les maladies cardiovasculaires et le diabète ainsi que des troubles digestifs.
L'épisode 22 de la saison 7 de la série Supernatural dénonce de manière satirique l'omniprésence du sirop de maïs dans l'alimentation aux États-Unis. Il est alors présenté comme une drogue pour les humains, et une arme de destruction massive (utilisées par les léviathans pour tuer les vampires).

### Lelobbyagricole américain
La préférence pour le sirop de maïs riche en fructose au détriment du sucre de canne chez la grande majorité des fabricants américains de denrées alimentaires et de boissons est due en grande partie à la politique protectionniste américaine de quotas et de prix applicables au sucre importé, soutenue par des campagnes financées par le secteur agro-alimentaire. Parmi les principaux contributeurs figure la société Archer Daniels Midland, l'une des plus importantes aux États-Unis. Comme la législation locale ou fédérale met souvent une limite aux contributions autorisées à une seule entité , les contributions d'Archer Daniels Midland sont souvent données par l'intermédiaire de nombreux petits établissements sous l'autorité du groupe dans le cadre d'une politique d'ensemble.

### Effets sur la santé
Une étude a conclu que le fructose pur « produisait chez l'homme des taux de triacylglycérol dans le plasma à jeun significativement plus élevés qu'un régime à base de glucose » et que « si les triacylglycérols du plasma sont un facteur de risque de maladies cardio-vasculaires, alors les régimes à haute teneur en fructose peuvent être préjudiciables ». Bantle et al. « ont noté les mêmes effets dans une étude sur 14 volontaires en bonne santé qui ont reçu séquentiellement un régime à haute teneur en glucose et un autre presque entièrement dépourvu de fructose » Il convient de noter toutefois, que ces études portaient sur les effets d'apports de glucose pur dans diverses situations et non pas de HFCS (High fructose corn syrup). Selon les recherches de Melanson et al, les effets du HFCS miment ceux du saccharose et non du glucose pur chez certaines personnes.
Une étude sur les souris indique que le fructose favorise l'obésité. 
Toutefois, cette étude a observé les effets du fructose seul. Le sirop de maïs à haute teneur en fructose se présente sous différents ratios de fructose et glucose, qui sont à peu près les mêmes produits que ceux issus de la décomposition du saccharose dans l'organisme (?). Pour certains, cela nous apprend très peu de choses sur les effets relatifs sur la santé du sirop de maïs à haute teneur en fructose comparé aux autres édulcorants riche en glucose comme le sirop de maïs.
Des études qui ont comparé le fructose au saccharose (opposé au fructose pur) ont montré qu'ils avaient des effets physiologiques pour l'essentiel identiques. Par exemple, Melanson et al (2006) ont étudié les effets de boissons sucrées au glucose et au saccharose en fonction de la glycémie avec toutes ses variantes hormonales pour la réguler : insuline, leptine et de ghréline. Ils ne trouvèrent pas de différences significatives pour l'ensemble de ces paramètres (tabou ?).
Perrigue et al (2006) ont comparé les effets de rations isocaloriques de colas fructorisés à 45 %, à 55 %, au saccharose (%?) et à l'aspartame (%?) sur la sapidité et les apports d'énergie subséquents. Ils ont trouvé que toutes les boissons à édulcorants caloriques produisaient les mêmes réponses de sapidité, et avaient les mêmes effets sur la prise d'énergie subséquente. Considérée ensemble avec celle de Melanson et al (2006), cette étude montre qu'il y a peu, voire pas, de preuves en faveur de l'hypothèse que le HFCS (?) serait différent du saccharose dans ses effets sur l'appétit ou sur les processus métaboliques impliqués dans le stockage des graisses. Les deux études, de Perrigue et al et de Melanson et al, ont été financées par l'American Beverage Institute et la Corn Refiners Association,. Cela reste encore très confus.
Une étude récente très médiatisée a montré une association entre l'obésité et un niveau élevé de consommation de glucose, en particulier dans les boissons gazeuses. Toutefois, cette étude n'a apporté aucune preuve que l'association est causale. Et en fait, un des coauteurs de l'étude, le Dr Barry M. Popkin, est cité dans le New York Times (2 juillet 2006, A Sweetener With a Bad Rap) avertissant que « je ne pense pas qu'on puisse percevoir que le sirop de maïs à haute teneur en fructose ait causé de l'obésité jusqu'à ce que nous en sachions davantage » (!). La plupart des experts admettraient que, en termes de physiologie de l'obésité, le HFCS n'est ni meilleur ni pire que le saccharose. Cité dans le même article, Walter Willets, responsable du département de nutrition de la Harvard School of Public Health Nutrition, affirme qu'« il n'y a aucune preuve solide pour soutenir l'idée que le sirop de maïs à haute teneur en fructose soit d'une manière ou d'une autre responsable de l'obésité, » et que « si le sirop de maïs à haute teneur en fructose n'existait pas, je ne pense pas que nous verrions un changement notable ». En somme, il dit que le sirop de maïs à haute teneur en fructose est seulement aussi néfaste que les autres sucres. Serait-il à cause de son raffinement ? Walter Willets recommande également de boire de l'eau après la consommation de boissons gazeuses contenant des sucres ou du sirop de maïs à haute teneur en fructose; Ce qui est plutôt recommandé serait tout simplement d'éviter de consommer des aliments chargés en sucre raffinés, transformés ou trop complexe comme les sirops de maïs, l'aspartame, sucralose, ... etc.

### Étiquetage comme produit «naturel»
En mai 2006, le Center for Science in the Public Interest (CSPI) a menacé de poursuivre en justice Cadbury Schweppes pour avoir étiqueté le 7 Up comme All Natural (Tout Naturel), alors que ce produit contient du sirop de maïs à haute teneur en fructose. Alors que la FDA ne donne aucune définition de ce qui est « naturel », le CSPI affirme que le HFCS n'est pas un ingrédient « naturel » à cause du haut niveau de traitement pour le produire. En janvier 2007, Cadbury Schweppes continuait à appeler 7 Up "All Natural".
Snapple (autre marque de Cadbury-Schweppes) est commercialisé comme all-natural, alors que ce produit contient du HFCS.

### Goût
Des producteurs de boissons sont revenus au sucre de canne comme édulcorant, considérant qu'il y avait une différence de goût sensible.
La société Jones Soda a annoncé qu'elle allait lancer son soda en boîte de 12 onces (janvier 2007) sucré avec du pur sucre de canne au lieu de sirop de maïs à haute teneur en fructose sous la marque Jones Pure Cane Soda. Cependant, la bouteille de 12 onces de Jones Pure Cane Soda Root Beer montrait encore en mars 2007 dans sa liste d'ingredients sucre de canne inverti, ce qui semble signifier la même chose que sirop de sucre inverti, qui à l'instar du HFCS est un mélange de fructose et de glucose.
Les sodas Goose Island utilisent aussi du sucre pur pour préserver le goût. Leur slogan commercial est le suivant : Made with 100 % real sugar for better taste.
Le Jolt Cola fut à l'origine sucré avec du sucre et commercialisé avec ce slogan : All the sugar and twice the caffeine. Par la suite une reformulation du produit a remplacé le sucre par du HFCS.
Certains produits de Coca-Cola ont commencé à recourir au saccharose, comme cela est indiqué dans la composition inscrite sur la boîte. Cela n'est pas encore très répandu, en fonction des décisions prises au niveau des unités de fabrication. Coca-Cola n'a pas fait à ce jour de déclaration officielle sur l'emploi du saccharose.
Un embouteilleur indépendant de Dublin (Texas), Dr Pepper, n'a jamais changé, donnant à son Dublin Dr Pepper un goût unique. D'autres embouteilleurs ont depuis suivi, offrant parfois deux versions, sucrées au HFCS ou au sucre de canne, du même produit.
On peut noter que les canettes de la marque Orangina en France peuvent également présenter deux versions A & B où le sucre (A) est remplacé par du HFCS (B).Ce n'est plus le cas, Orangina a supprimé l'HFCS de ces formulations et n'utilise plus que du saccharose depuis plusieurs années.